# Remigiusz Forycki
Remigiusz Forycki, né le 4 octobre 1950 , est un universitaire polonais, philologue et historien, professeur à l'université de Varsovie.

## Biographie
Remigiusz Forycki a commencé son parcours professionnel universitaire comme assistant à l'Institut d'études romanes de l'Université de Varsovie en 1977. il est devenu maître-assistant en 1979, maître de conférences en 1989 et professeur en 1990.
De 1991 à 1993, il est directeur scientifique de l'antenne parisienne de l'Académie polonaise des sciences. Il est de nouveau en poste à Paris de 2003 à 2005, à la tête de la bibliothèque polonaise de l’île Saint-Louis (6, quai d'Orléans).
Après avoir dirigé le département d'études françaises (institut d'études romanes) de 2002 à 2003 puis de 2005 à 2012, il est devenu en 2012 doyen de la faculté des langues (Wydział Neofilologii) de l'université de Varsovie.
Il est membre de l'Association internationale de littérature comparée, de la Société des amis de Joseph et Xavier de Maistre, du Stendhal Club, de la Société des études romantiques et dix-neuviémistes, du centre international George Sand et le Romantisme. Il est également président du « Souvenir napoléonien de Pologne »,.

## Distinctions
- Ordre national du Mérite (France), 2011[7]